# 燃焼室
燃焼室（ねんしょうしつ）は、燃料が燃焼する空間であり、熱機関においては燃焼（酸化）により熱エネルギーを発生する部位である。

## 内燃機関

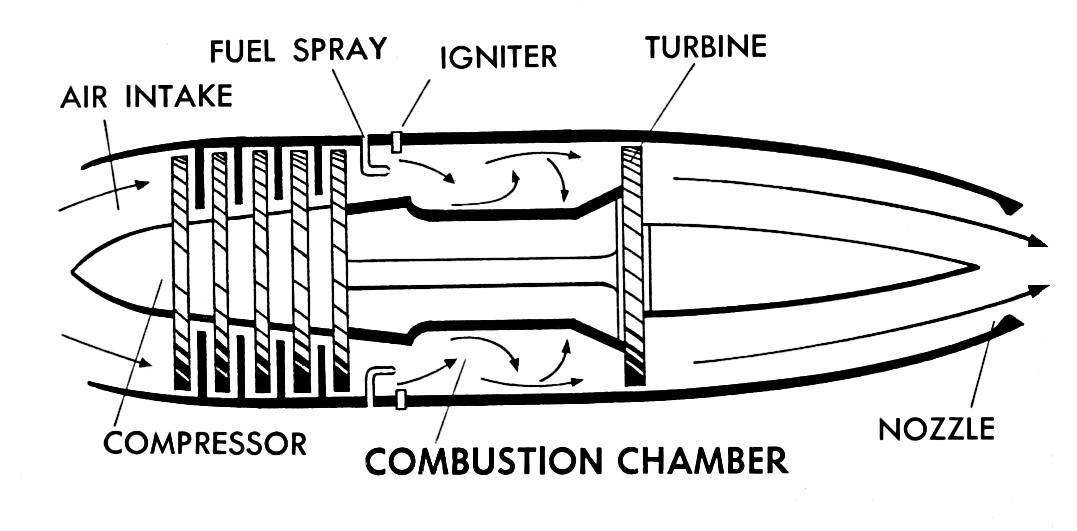
ジェットエンジンの内燃室の模式図

内燃機関における燃焼室は、内燃室と呼ばれることもある。
燃焼で発生した高熱のガス（排気ガス）は、元々の燃料や混合気よりも遙かに大きな容積に膨張し、大きな圧力と熱量を放出する。例えば、ガスタービンの場合にはこの圧力を利用して軸に接続されたタービンブレードを回転させることが可能であり、ロケットエンジンの場合には噴射ノズルによって圧力が解放される方向を指定することで、圧力を推力として利用出来る。
レシプロエンジンなどは間欠燃焼であり、吸気によっても燃焼室表面の温度が下げられるのに対し、ロケットエンジンやジェットエンジン、ガスタービンなどは基本的に連続燃焼であり、燃焼室の冷却は機関の寿命に大きく影響する。

### レシプロエンジン
レシプロエンジンの燃焼室は、上死点付近にある時のピストンやシリンダー、シリンダーヘッドなどで囲まれた空間である。

#### ガソリンエンジンの燃焼室
通常はシリンダーヘッドに点火プラグや吸排気バルブが設けた半球形の凹みが設けられ、ピストン冠面やシリンダー上端部とともに「混合気を燃焼させる部屋」である燃焼室を形成する。ピストン冠面は平面もしくは軽い膨隆があるが、バルブに対応する凹みが設けられることが多い。ターボチャージャーなどの過給機付きエンジンでは圧縮比を下げる目的で窪みが設けられる場合もある。
ガソリンエンジンの燃焼室には様々な形状のものが存在し、その形状によってそのエンジンの圧縮比が大きく左右され、エンジンの効率（出力や燃費）に影響する。
エンジン設計者は、燃焼室やシリンダー内の過熱（機械的強度を下げるとともに、NOxの生成を促す）を避けつつ冷却損失を小さくし、混合気の完全燃焼を目的に様々な燃焼室形状を考案してきた。そのために有効なのが、熱効率が低下する表面積の大きくなる細長く大きな燃焼室ではなく、できるだけ表面積が小さいコンパクトな燃焼室の採用であった。
こうした改良の中で混合気が燃焼室のなかで乱流を形成することが燃焼効率の改善に良いことも分かってきた。半球形やペントルーフ形などでは、スワール（横渦流）やタンブル（縦渦流）を形成するようにヘッドとインテークの形状を工夫している。またシリンダ断面積とヘッド断面積をかえてピストン上昇時には挟み込まれた部分で噴流を発生するスキッシュエリアが設けらえることも多い。初期の排気対策ではCVCCのように希薄混合気に点火するために補助燃焼室や補助吸気バルブなどが付加されることがあった。
通常、点火プラグは燃焼が伝播する速度を見込んで圧縮上死点の少し前で点火を行うが、それ以前にシリンダー内で自己着火するノッキングが発生することがある。ノッキングによる衝撃はピストンやシリンダーヘッドの損傷につながるため、通常は圧縮比を制限したりノッキングセンサーによりノッキングを検知すると点火時期を遅らせる方法がとられる。
燃焼室によるノッキングの起きにくさはメカニカルオクタン価と呼ばれ、これが高いエンジンはより高い圧縮比が実現できるため高出力で高燃費となる。メーカーはメカニカルオクタン価を上げるためにさまざまなシミュレーションや燃焼状態の観察を行っている。
初期のガソリンエンジンで多く見られたサイドバルブの燃焼室では、平たく横方向に長い形状を呈しており、この形状を指してフラットヘッドと呼ばれる場合が多かった。しかしこのような形状は燃焼室の表面積が大きいため燃焼効率に劣り、圧縮比もある程度までで頭打ちとなる一方、低オクタン価の燃料が使用可能なことから、発電機などでは依然として多く使われている。一方で出力を求めた頭上弁式（OHV、OHC）エンジンでは、下記のような燃焼室が登場した。

##### バスタブ型
サイドバルブからOHVに移行した初期の段階で登場した形式で、燃焼室形状は文字通り洋式の浴槽のような長方形の形状を採っている。吸排気バルブはシリンダーヘッドに対して垂直に配置されるため、機械加工が容易で最低限の設計変更でサイドバルブをOHV化可能であったため、多くのエンジンでこの形式が採用された。しかし、燃焼室内の乱流形成が比較的容易な反面、燃焼効率に劣るため、次第に後述の形式に改良されていくことになった。また、トヨタの1E型、および2E型、3E型ガソリンエンジンのように1気筒あたり3バルブのSOHCでありながらバスタブ型燃焼室を採用したエンジンも存在する。

##### 楔型(ウェッジ型)
燃焼室の形状が、横から見て楔のような、細長い三角形状を呈しているもの。吸排気バルブがシリンダーヘッドに対して斜めに配置されるため、ターンフローエンジンにおいては吸排気ポートの曲がりがゆるやかに設計でき、圧縮比もバスタブ型と比較して高く採ることが可能となった。OHVのみならずOHC形式でも、ターンフローエンジンにおいては、後述の多球型燃焼室が登場するまで主流の形式であった。

##### 半球型

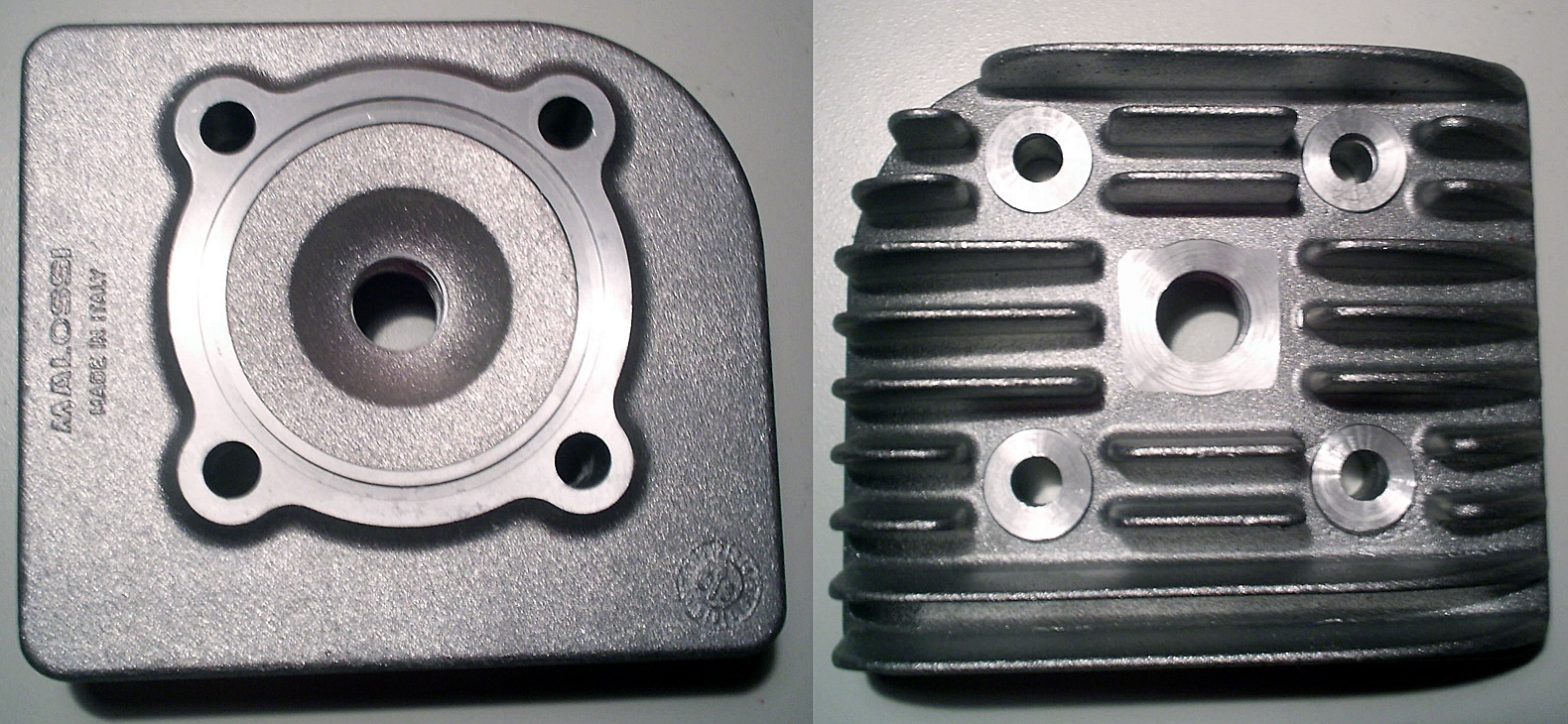
イタリア・Malossi社のスクーター用2ストロークエンジンのシリンダーヘッド
2ストローク用ヘッドは燃焼室と点火プラグのみを備えたもので吸排気バルブによる燃焼室形状の制約がないため今日でも大きなスキッシュエリアを持った理想的な半球型燃焼室を採用するものが多い

燃焼室の形状が球を半分もしくは1/3程度に切り取った形状を呈しているもの。クロスフロー式シリンダーヘッドの登場と共に現れた形式で、燃焼室の表面積が容積に対して小さくなるので冷却損失を小さくでき、燃焼の圧力が均等に広がる流体力学的に理想的な形状のため、多くのエンジンでこの形状が使用された。
代表的なものとしてはHemispherical（ヘミスフェリカル：半球状の～）という燃焼室形状がそのまま名称となっているHEMIエンジンがある。
変わった所では吸気をOHV、排気をサイドバルブで行うとなるローバーのIOEエンジンは傾斜した平面のシリンダーヘッドと独特なピストンヘッドおよび排気バルブまわりの形状により半球形(正確には逆半球形)に近似した燃焼室を形成する。
しかし、欠点として燃焼室内の流体効率が良すぎる故に乱流の形成が行いにくいという点が挙げられ、一部のエンジンでは吸気バルブ以外にごく小さな補助吸気バルブをおくなどの手法で乱流を強制的に引き起こす対策が採られることもあった（三菱・MCA-JETバルブなど）。
また大きな半球形状を取った場合、圧縮比を高めていくにはピストン側のピストントップを大きく盛り上げる加工も不可欠であったため、ピストン側の重量増加を嫌った設計者によっては、後述の多球型燃焼室を採用して燃焼室の燃焼効率低下を最小限に抑えながら、ピストンの軽量化と同時に圧縮比を高める手法が採られることもあった。
DOHCやSOHCマルチバルブの普及で吸排気バルブ2本ずつの4バルブ構成が登場してくると平たいポペットバルブの先端で半球の形状が崩れてしまいやすいことや、半球の曲線に合わせてバルブを配置するとバルブ挟み角が極端に広くなってしまいがちなことからマルチバルブエンジンでは後述のペントルーフ型が主流となった。なお、2019年7月にフルモデルチェンジを実施した4代目ダイハツ・タントから搭載が開始された第4世代KF-VE型（NA）及びKF-VET型（ターボ仕様）は、軽自動車を含む4輪車用の4バルブヘッドのガソリンエンジンとしては世界初となる半球型燃焼室を採用した。
RFVC
特殊な半球型燃焼室の採用例としては、本田技研工業のオートバイ部門が1982年にBaja_1000用ワークスレーサーとして開発したXR500R、それに採用したRFVC（Radial Four Valve Combustion Chamber/放射状4バルブ燃焼室）が挙げられる。RFVCは複雑なロッカーアーム配置により、広い挟み角の4本のバルブを放射状に配置した事例であり、真の半球型燃焼室を実現すると共に、バルブ径を限界まで広げていた。SOHCにおけるマルチバルブ技術の先駆ともいえる事例でもある。
この技術は1983年、XLX250Rより市販車にも導入され、後にDOHCヘッド化されてCBX250RS・GB250クラブマンなどの各オンロードバイクにも搭載された。しかし容易に想像出来るように、RFVCはシリンダーヘッドが大きくなりやすく、隣り合う気筒間でバルブ開閉機構同士が干渉を起こしやすい。そのため個々のシリンダーが独立しているエンジン、すなわち単気筒やV型2気筒、水平対向2気筒以外には採用が難しいという、大きな欠点があった。実際にホンダも、単気筒にしか採用していない。しかしホンダは、1つの吸排気ポート当たり、1つのキャブレターと1本のエキゾーストパイプを配置するという極めて精緻な機構を採用し、単気筒ながらも直列2気筒に迫る12,000rpm以上の最大回転数を誇るハイチューンエンジンとしてその名が広く知られた。
ただし、4本のバルブを放射状に配置し、それによって真の半球型燃焼室と最大のバルブ径を実現する、という発想はホンダが最初ではない。1930年代に、少なくとも試作はされたことが判っており、1967年には、BMWが同じ発想に基づくレーシングエンジンを開発している。このM10型エンジンは1,991ccの直列４気筒で、２本ずつの吸気バルブと排気バルブが、それぞれ向かい合わせに配置されるという、ターンフローでもクロスフローでもない、特殊な給排気方式を採用していた。バルブ開閉機構同士が干渉する問題は、バルブ配置を(真上から見て)21度ねじることによって解決している。しかし複雑な構造の割に、後述のペントルーフ型燃焼室の4バルブエンジンに対し明確なメリットが無く、成功作とは言えなかった。

##### 多球型

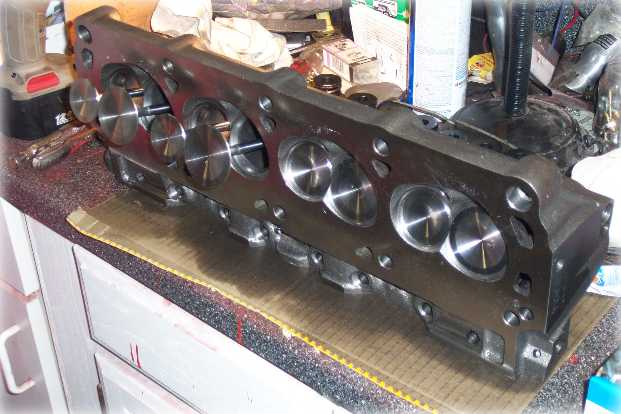
フォード・302エンジンの4.9L V8シリンダーヘッド。ハート型燃焼室を持つOHVヘッドである

半球型の亜種と呼べる形式で、燃焼室の形状が複数の球面を組み合わせた形状を呈しているもの。多くの場合吸排気バルブと点火プラグにあわせて3つの球面とすることが多かったため、燃焼室はハートの形を呈し、ハート型燃焼室と呼ばれることもあった。
半球型に比べて流体力学的には不利な形状であるが、ピストントップを大きく盛り上げることなく圧縮比を高くとることが可能であり、乱流の形成も比較的良好であったことから、吸気1・排気1の2バルブ構成を取るシリンダーヘッドではOHV、OHC、ターンフロー、クロスフローの別なく幅広くこの形式が採用された。半球型燃焼室からの移行の例としては三菱・4G54エンジンにおいて、旧来の半球型燃焼室＋MCI-JETバルブの組み合わせがオーストラリアの三菱・マグナでの最終型エンジンではハート型燃焼室に変更され、結果的にMCI-JETバルブが廃止できた事例があげられる。
また、バスタブ型燃焼室や楔型燃焼室をプライベーターがチューンする際にもこの形式の燃焼室は多用された。具体的には元の燃焼室を一度アルゴン溶接などで埋めてしまい、改めて吸排気バルブ周辺にスキッシュエリアと半球を形成するように削り直すのである。場合によってはバルブシートを一度取り外して、バルブ自体もステムが長い物に交換することでバルブ全体をピストントップに近づけ、ピストントップや時にシリンダー側面にバルブリセスを設けることで極限まで圧縮比を向上させる手法もビッグバルブへの交換の際には行われることがあった。
STDCC
ハート型以外の形状の採用例としては、スズキのオートバイ部門が1982年のスズキ・GS125Eから採用したSTDCC（Suzuki Twin Dome Combasjon Chamber/2ドーム式燃焼室）が上げられる。STDCCは点火プラグをセンタープラグとして吸排気バルブの中間に配置し、吸排気バルブを中心に2つの半球を並べることで、ダルマに似た形状の燃焼室が形成された。STDCCは主に2バルブエンジンに対して広く採用されており、燃焼室内の乱流の形成が良好な事から低速域での粘り強いトルク特性と高燃費を実現できるとした。
TSCC
STDCCは1980年のスズキ・GSX750Eに導入されたTSCC（Twin Swirl Combasjon Chamber/2渦流式燃焼室）がベースとなっている技術である。TSCCはDOHC4バルブエンジンに多球型燃焼室の概念を持ち込んだ事例であり、吸排気バルブを中心に4つの半球が組み合わされ、ダルマが二つ並んだような形状を示す事になる。TSCCは後述のペントルーフ型燃焼室と組み合わされたニューTSCCに発展し、現在のスズキ・GSX-Rシリーズにも引き続き採用され続けている。

##### ペントルーフ型

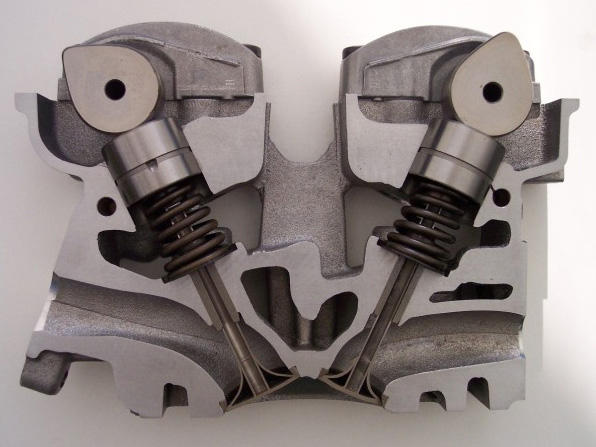
DOHCシリンダーヘッドのカットモデル。吸排気バルブの設置角度（バルブ挟み角）が狭くなればなるほど、ペントルーフの頂点は平らに近づいてゆき、圧縮比が高まる事になる

DOHCやSOHCのマルチバルブエンジンの登場と共に登場した形式。主に4本の吸排気バルブの先端形状に合わせて、建物の屋根のような三角形の形状を呈した燃焼室である。半球型に比べて若干流体力学的には不利な形状であるが、点火プラグを吸排気バルブの間に配置出来るセンタープラグが容易に実現でき、火花の伝播効率が非常に良くなることや、バルブ挟み角を狭く取ることで三角形の頂点を低くして圧縮比を高めることも可能で、カムシャフトの間隔を狭めることでDOHCシリンダーヘッドの小型軽量化も可能となることから、現在のガソリンエンジンの主流と言える形式となっている。
この形式も半球型燃焼室同様に燃焼室内の流体の流れる効率が良すぎる故に乱流の形成が行いにくいという点が挙げられ、メーカーによっては吸気バルブの片方を低回転域で不作動とすることで吸入空気の流速を高めて乱流の形成を促す機構が採用されること（トヨタ・T-VISなど）もあった。今日では可変バルブ機構の発達により吸気バルブの休止機構と共にバルブタイミングを可変させる手法も確立され、高出力と高燃費を両立することが可能となっている。

##### プレチャンバー型
ディーゼルエンジンの技術に由来する副室式については、過去にホンダのCVCCエンジンなど一部で採用例があるが、この際は採用は一時的なものにとどまっていた。しかし2010年代に入り、主にレーシングカー用のターボエンジンにおいて「プレチャンバー」と呼ばれる副室式を採用する例が見られるようになった。
具体的には、点火プラグの周辺をキャップのようなもので覆い副燃焼室（プレチャンバー）とし、主燃焼室との間を細いオリフィスで結ぶ。そして主燃焼室における圧縮行程が進むと、オリフィスを経由して混合気がプレチャンバーに流れ込む（パッシブ式。他にプレチャンバーに直接混合気を送るアクティブ式もある）。その状態で点火プラグが点火すると、プレチャンバー内で発生した火炎がオリフィス経由で主燃焼室にジェット噴流となって噴き出し、主燃焼室内の混合気を一気に燃焼させる。
プレチャンバー型は、2014年からのF1で使われる1.6L・V6ターボエンジンで採用されているほか（2014年にメルセデスが採用したのを皮切りに、2017年までに全車が採用した）、スーパーフォーミュラ・SUPER GT（GT500クラス）で使われているNRE（Nippon Race Engine）にも2016年頃からその技術が投入された。市販車では2020年発表のマセラティ・MC20で初めて採用された。2023年10月のJAPAN MOBILITY SHOWでは、日本特殊陶業が既存の点火プラグと交換可能なプレチャンバープラグを参考出品した。

#### ディーゼルエンジンの燃焼室
ディーゼルエンジンの燃焼室は、燃料噴射装置の方式によって、下記の二種類に大別出来る。ディーゼルエンジンのシリンダーヘッド下面は平らで、吸排気バルブの間にはバルブ挟み角が無く、全て平行配置である。

##### 直接噴射式
オープンチャンバー式や単室式とも呼ばれるこの形式は、噴射ノズルが直接シリンダー内に燃料を噴射する。そのため、シリンダーヘッド側にはガソリンエンジンのような凹んだ燃焼室は存在せず、ピストントップのキャビティと呼ばれる凹みに燃料が噴射されて燃焼を行う。すなわちこのピストンキャビティが燃焼室である。なお、キャビティ形状はトロイダル型（浅皿）、トロイダル型（深皿）、リエントラント型等がある。
また、対向ピストンエンジンにはシリンダーヘッドが存在せず、対向する2個のピストン冠面とシリンダー壁で燃焼室を構成する。シリンダーの中程が燃焼室となり、この側面に噴射ノズルが備わる直接噴射式である。

##### 副室式
直接噴射式と異なり、シリンダーヘッドに設けられた副燃焼室内に燃料の噴射を行う形式。副燃焼室の形式により、予燃焼室式と渦流室式に細別できる。どちらの形式でもシリンダーヘッドの下面は平らで、ピストントップの凹みが主燃焼室と呼ばれるが、直接噴射式のそれに比べるとごく浅い。主燃焼室に対する副燃焼室の容積は、予燃焼室式の場合で30 - 40 %程度、渦流室式の場合で70 - 80 %程度である。
副燃焼室内にグロープラグと噴射ノズルが設けられており、冷間始動時はグロープラグからの熱で、副燃焼室の空気を事前に予熱することにより始動を容易にさせ、運転開始後は圧縮によって熱せられた空気が副燃焼室に入り込むことで着火する。着火した燃料は高い流速の火炎となって主燃焼室へ放出される。副燃焼室の主燃焼室側の開口部は「噴口」と呼ばれ、ここで流路を細く絞ることで吸気と火炎に高い流速を与えて拡散燃焼を助けている。
副室の表面積のせいで直接噴射式に比べると熱損失は大きいが、全ての回転域で容易に安定した燃焼状態が得られることから高回転化にも適し、燃焼時間が長いため燃焼時の圧力と温度上昇の変化が穏やかで窒素酸化物と炭化水素の発生が少なく、騒音（ディーゼルノック）も低い。このため、電子制御によるコモンレール化以前の乗用車・商用車用を始め、船舶用や汎用を含む小型高回転型エンジンに多数の採用例がある。
予燃焼室式
ボア中心付近に、細長くやや小さめの副燃焼室を持つ。この噴口付近の通路に小さな焼玉を持つものもある。
渦流室式
半分程ボアからはみ出た位置に、球形のやや大きめの副燃焼室を持つ。予燃焼室式より大きくする事により容積あたりの表面積を最小（球形）として、シリンダーヘッドや冷却水に熱を奪われることを防ぎ、また、噴口を球の中心からオフセットする事により、圧縮時に副燃焼室内に強力なスワール（横渦流）を発生し、燃焼効率がさらに高められている。ピストン側の主燃焼室形状には「ハート形」や「双葉形」があり、吹き出した火炎がシリンダー内でもスワールを形成するようになっている。
日産・CDエンジンのように、噴射ノズルからの燃料の一部がピストントップの主燃焼室に「直接」届く、噴口よりさらに小径の「副噴口」を持つものがある 。

### ロータリーエンジン
ロータリーエンジン（ヴァンケルエンジン）の燃焼室とは、上死点付近でローターやローターハウジング、サイドハウジング、点火プラグで囲まれた扁平な空間を指す。レシプロエンジンとは異なり、ローターの回転とともに燃焼室がハウジング内の広い範囲を移動する。

### ロケットエンジン
ロケットエンジンの燃焼室は燃焼による反動で推進するために使用される。

## 外燃機関

### 蒸気機関
一般的にはボイラーで燃料の燃焼熱を水に与え、高圧蒸気を得て機関を動作させる。蒸気機関車においては、その内の燃料を燃焼させる空間は火室と呼ばれ、その副室が燃焼室と呼ばれる。